# Puchar Europy Zdobywczyń Pucharów siatkarek (1980/1981)
Puchar Europy Zdobywczyń Pucharów 1980/1981 – 9. sezon turnieju rozgrywanego od 1978 roku, organizowanego przez Europejską Konfederację Piłki Siatkowej (CEV) w ramach europejskich pucharów dla żeńskich klubowych zespołów siatkarskich "starego kontynentu".

## Drużyny uczestniczące
- Arçelik Stambuł
- Adel Dilbeek
- Hapoel Anam
- Vasas Izzo Budapeszt
- Slavia Praga
- VCH Heerlen
- Sniace Torrelavega
- Hillingdon
- Spartak Leningrad
- KFUM Göteborg
- CSKA Sofia
- SC Dynamo Berlin
- Újpest Dózsa
- USM Clamart
- Olimpia Teodora Rawenna
- Crvena zvezda Belgrad
- VV Schwerte

## Rozgrywki

### Runda wstępna
| Data | Drużyna 1       | Wynik | Drużyna 2             | Sety |
| ---- | --------------- | ----- | --------------------- | ---- |
|      | Arçelik Stambuł | 3:0   | Adel Dilbeek          |      |
|      | Arçelik Stambuł | 3:2   | Adel Dilbeek          |      |
|      | Hapoel Anam     | 1:3   | Crvena Zvezda Belgrad |      |
|      | Hapoel Anam     | 0:3   | Crvena Zvezda Belgrad |      |

### 1/8 finału
| Data       | Drużyna 1               | Wynik | Drużyna 2             | Sety                              |
| ---------- | ----------------------- | ----- | --------------------- | --------------------------------- |
|            | Vasas Izzo Budapest     | 3:1   | Slavia Praga          | 15:9, 15:12, 10:15, 15:4          |
| 21.12.1980 | Vasas Izzo Budapest     | 3:0   | Slavia Praga          | 15:7, 15:5, 15:5                  |
| 13.12.1980 | VCH Heerlen             | 3:0   | Sniace Torrelavega    | 15:3, 15:3, 15:1                  |
| 20.12.1980 | VCH Heerlen             | 3:0   | Sniace Torrelavega    | 15:4, 15:9, 15:10                 |
|            | Hillingdon              | 0:3   | Spartak Leningrad     |                                   |
|            | Hillingdon              | 0:3   | Spartak Leningrad     |                                   |
|            | KFUM Göteborg           |       |                       |                                   |
|            |                         |       |                       |                                   |
| 13.12.1980 | CSKA Sofia              | 3:0   | SC Dynamo Berlin      | 15:6, 15:3, 15:4                  |
| 20.12.1980 | CSKA Sofia              | 3:2   | SC Dynamo Berlin      | 15:11, 15:17, 15:10, 11:15, 15:11 |
| 13.12.1980 | Újpest Dózsa            | 3:0   | USM Clamart           |                                   |
| 20.12.1980 | Újpest Dózsa            | 3:2   | USM Clamart           |                                   |
|            | Olimpia Teodora Rawenna |       | Crvena Zvezda Belgrad |                                   |
|            | Olimpia Teodora Rawenna |       | Crvena Zvezda Belgrad |                                   |
|            | VV Schwerte             | 2:3   | Adel Dilbeek          |                                   |
| 20.12.1980 | VV Schwerte             | 0:3   | Adel Dilbeek          |                                   |

### Ćwierćfinał
| Data       | Drużyna 1               | Wynik | Drużyna 2           | Sety                     |
| ---------- | ----------------------- | ----- | ------------------- | ------------------------ |
| 10.01.1981 | VCH Heerlen             | 1:3   | Vasas Izzo Budapest | 5:15, 15:7, 7:15, 10:15, |
| 17.01.1981 | VCH Heerlen             | 0:3   | Vasas Izzo Budapest | 3:15, 6:15, 7:15         |
| 10.01.1981 | Spartak Leningrad       | 3:0   | KFUM Göteborg       |                          |
|            | Spartak Leningrad       |       | KFUM Göteborg       |                          |
| 10.01.1981 | CSKA Sofia              |       | Újpest Dózsa        |                          |
|            | CSKA Sofia              |       | Újpest Dózsa        |                          |
| 10.01.1981 | Olimpia Teodora Rawenna | 3:1   | Adel Dilbeek        |                          |
|            | Olimpia Teodora Rawenna |       | Adel Dilbeek        |                          |

### Turniej finałowy
Roeselare
Tabela
| Lp. | Drużyna                 | Pkt | Mecze | Mecze | Mecze | Sety | Sety | Sety  |
| Lp. | Drużyna                 | Pkt | M     | W     | P     | wyg. | prz. | ratio |
| --- | ----------------------- | --- | ----- | ----- | ----- | ---- | ---- | ----- |
| 1   | Vasas Izzo Budapest     | 6   | 3     | 3     | 0     | 9    | 3    | 3.000 |
| 2   | Spartak Leningrad       | 5   | 3     | 2     | 1     | 8    | 5    | 1.600 |
| 3   | CSKA Sofia              | 4   | 3     | 1     | 2     | 4    | 6    | 0.667 |
| 4   | Olimpia Teodora Rawenna | 3   | 3     | 0     | 3     | 2    | 9    | 0.222 |

Wyniki
| Data       | Drużyna 1           | Wynik | Drużyna 2               | Sety                           |
| ---------- | ------------------- | ----- | ----------------------- | ------------------------------ |
| 13.02.1981 | CSKA Sofia          | 3:0   | Olimpia Teodora Rawenna | 15:10, 15:7, 15:6              |
| 13.02.1981 | Vasas Izzo Budapest | 3:2   | Spartak Leningrad       | 15:3, 9:15, 15:12, 12:15, 15:7 |
|            |                     |       |                         |                                |
| 14.02.1981 | Spartak Leningrad   | 3:1   | Olimpia Teodora Rawenna | 15:6, 15:5, 8:15, 15:4         |
| 14.02.1981 | Vasas Izzo Budapest | 3:0   | CSKA Sofia              | 15:11, 15:8, 15:10             |
|            |                     |       |                         |                                |
| 15.02.1981 | Vasas Izzo Budapest | 3:1   | Olimpia Teodora Rawenna | 15:12, 15:2, 11:15, 15:5       |
| 15.02.1981 | Spartak Leningrad   | 3:1   | CSKA Sofia              | 15:13, 15:8, 7:15, 15:4        |

## Klasyfikacja końcowa
| Miejsce | Drużyna                 |
| ------- | ----------------------- |
| złoto   | Vasas Izzo Budapeszt    |
| srebro  | Spartak Leningrad       |
| brąz    | CSKA Sofia              |
| 4.      | Olimpia Teodora Rawenna |